# Alfa Holek

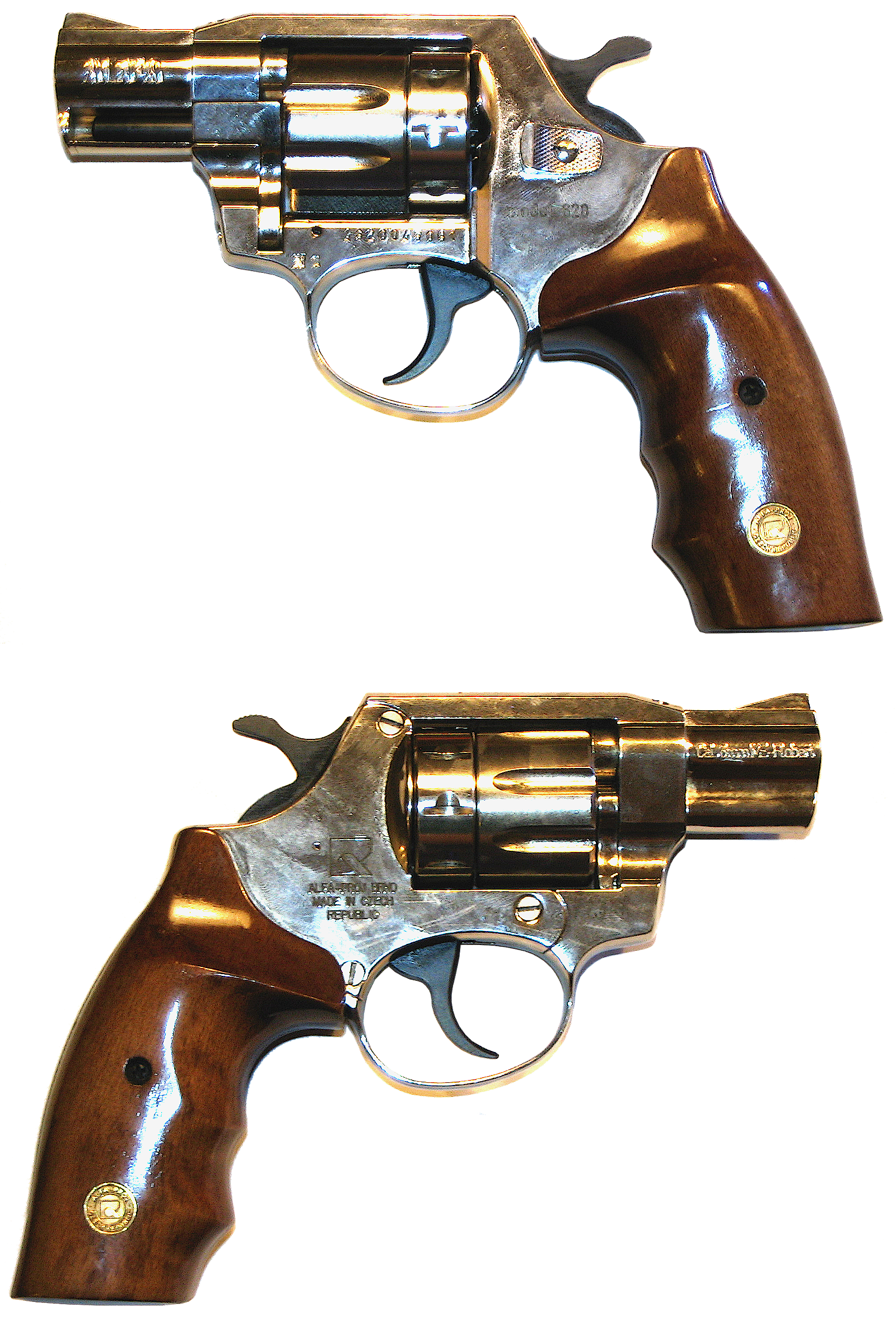
Une paire de revolvers de poche Alfa Holek nickelé en calibre .38 Special

 (juin 2021).
L'Alfa Holek est un révolver de défense personnelle (avec un canon de 2 pouces), de police (avec un canon de 3 ou 4 pouces) et de tir sportif (avec un canon de 6 pouces) produit par Alfa Proj depuis 1993. C'est une version fabriquée en alliage de l'Alfa Steel.

## Fiche technique
- Pays d'origine : République Tchèque
- Fonctionnement : double action (système S&W M&P simplifié), barillet tombant à gauche
- Visée : fixe (canon  très court) ou réglable
- Canon : 5 cm, 7,6 cm, 10 cm ou 15 cm
- Longueur : de 17,5 cm à 29 cm
- Masse à vide : 710 g à 930 g
- Capacité du barillet  :  6 coups en .32 S&W Long, .380 Alfa et .38 Special

## Diffusion
Les versions à canon court (souvent en .38 Special) sont utilisés par les policiers tchèques.
Cette  même  version à canon court arme la brigade autoroutière (section fictive de la police autoroutière allemande Autobahnpolizei) de Cologne et Düsseldorf dans la série d'action allemande Alerte Cobra.